# Anokratie
Anokratie (englisch: anocracy) ist in der vergleichenden Politikwissenschaft im Kontext des Polity Index eine Kategorie für Staaten, die weder eindeutige Autokratien noch eindeutige Demokratien sind.

## Definition und Wortbildung
Eine erste Definition gab Ted Robert Gurr 1974. Demzufolge bezeichnet der Begriff Anokratie einen Staat, der minimale Staatsfunktionen aufweist, dem aber eine Institutionalisierung des politischen Wettbewerbs fehlt und dessen Führungsfiguren ständig von Rivalen gefährdet sind. Gurr sprach von einer Neubildung des Worts (Neologismus), die auf einen Vorschlag von Harry Eckstein zurückgehe und aus Anarchie und dem griechischen Grundwort für Herrschaft, -kratie, zusammengesetzt sei. „Anarchie“ bezeichne wörtlich die Abwesenheit von Herrschaft, „anocracy“ hingegen stehe für einen Zustand, der sich diesem Extrem annähere. Als historischen Archetyp der Anokratie sieht Gurr das Heilige Römische Reich und andere mittelalterliche Staatsbildungen.
Der Typus der Anokratie wurde im Zusammenhang von Plänen zur Demokratiemessung aufgestellt. Am Center for International Development & Conflict Management an der University of Maryland und seit 1997 auch am Center for Systemic Peace in Vienna (Virginia) entwickelten Gurr und sein Nachfolger Monty G. Marshall einen „Polity Index“, der das Maß an Demokratie in Staaten auf einer Skala von −10 bis +10 bestimmen soll. Der negative Endpunkt der Skala bezeichnet eine voll ausgebildete Autokratie („autocracy“), der positive Endpunkt eine voll ausgebildete Demokratie („democracy“). Für die Staaten, die mittlere Werte um den Nullpunkt erreichen, wird der Begriff der Anokratie („anocracy“) verwendet. Dies sei, so wird es in einem Bericht von 2005 zusammengefasst, nicht eigentlich eine klar umrissene Staats- oder Regierungsform wie Autokratie oder Demokratie, sondern eine Zwischenkategorie für Systeme, die eine Mischung von autokratischen und demokratischen Merkmalen aufwiesen. Ihre Institutionen und politischen Eliten seien weit weniger fähig, eine zentrale Staatsgewalt aufrechtzuerhalten, die politische Agenda des Landes zu bestimmen und die politische Dynamik zu regeln, als das in Demokratien oder Autokratien der Fall sei. Damit sei für sie häufig politische Instabilität charakteristisch, da sie auch die Kontinuität der Herrschaft nur schwer sicherstellen könnten.
Als weitere definitorische Merkmale werden genannt: Anokratien ermöglichten Oppositionsgruppen eine gewisse Beteiligung an politischen Prozessen, verfügten aber über unvollständig entwickelte Mechanismen zur Adressierung von Beschwerden und Behebung von Missständen. Man könne hier zwischen offenen und geschlossenen Anokratien unterscheiden: In geschlossenen Anokratien würden Konkurrenten um die Staatsführung allein aus der politischen Elite rekrutiert, in offenen Anokratien könnten auch andere Gruppen konkurrieren.

## Akratie und „anocracy“ bei Martin Buber
Die Bezeichnung „anocracy“ war bereits zuvor in den amerikanischen Sozialwissenschaften verwendet worden, jedoch in einer ganz anderen Bedeutung, nämlich als Übersetzung des deutschen Ausdrucks „Akratie“ in Martin Bubers Buch Pfade in Utopia. In diesem Werk hatte Buber Kropotkins Vorstellung von Anarchie diskutiert und war zu dem Ergebnis gekommen, dass Kropotkin, ebenso wie Proudhon, unter Anarchie im Grunde Akratie (Nicht-Herrschaft) verstehe, also „nicht Regierungslosigkeit, sondern ‚Herrschaftslosigkeit‘“. Er bekämpfe also nicht die Staatsordnung als solche, sondern „lediglich die gegenwärtige in all ihren Formen“. In der englischen Übersetzung hatte R. F. C. Hull das Wort „Akratie“ mit „an-ocracy“ wiedergegeben. Alexander S. Kohanski griff diese Übersetzung in einem Aufsatz zu Bubers Verständnis von Staat und Gesellschaft auf: Buber habe den Staat als „anocracy“ konzipiert, also nicht die Abschaffung des Staates, wohl aber die Eindämmung seiner unterdrückerischen Potenz angestrebt. Auf diese Verwendung bezieht sich Norman Abjorensen vermutlich, wenn er schreibt, der Begriff „anocracy“ leite sich von Buber her.